# Mean 18
Mean 18 is een videospel voor diverse platforms. Het spel werd ontwikkeld door Microsmiths en uitgebracht in 1986 door Accolade. Het spel is een golfsimulatie.

## Platforms
| Jaar | Platform             |
| ---- | -------------------- |
| 1986 | Amiga, Atari ST, DOS |
| 1987 | Apple IIgs           |
| 1988 | Macintosh            |
| 1989 | Atari 7800           |

## Ontvangst
| Beoordeeld door                | Platform   | Jaar | Score |
| ------------------------------ | ---------- | ---- | ----- |
| The Video Game Critic          | Atari 7800 | 2013 | 91%   |
| Tilt                           | DOS        | 1986 | 83%   |
| Tilt                           | Atari ST   | 1987 | 70%   |
| ASM (Aktueller Software Markt) | Amiga      | 1987 | 12%   |